# Stand Up for Love
"Stand Up for Love" é o primeiro e único single lançado pelo grupo feminino norte-americano Destiny's Child, do álbum #1's. Lançado em 2005, esse foi o único single lançado pelo grupo que não entrou nos gráficos musicais dos Estados Unidos.
A música foi escrita por David Foster e sua filha Amy Foster-Gillies, ela foi lançada como uma mensagem de esperança por causa das tragédias feitas pelo Furacão Katrina. A música também foi apresentada como o hino do 2005 World Children's Day Anthem (em português "Hino do Dia Mundial das Crianças").

## Antecedentes e lançamento

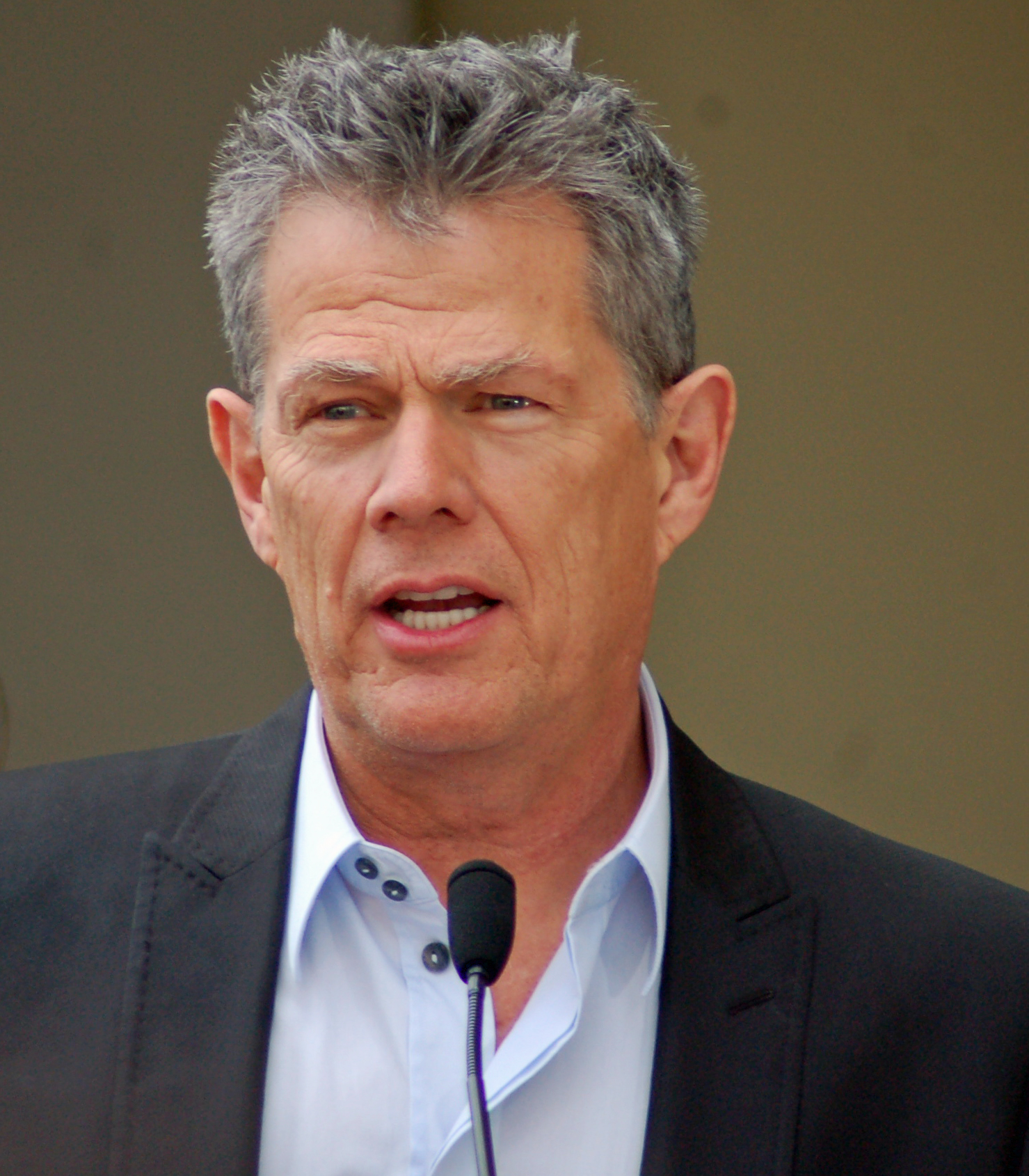
"Stand Up for Love" foi escrito pelo músico canadense David Foster, (foto) Junto com sua filha Amy Foster-Gillies.

O músico canadense David Foster foi inspirado a escrever "Stand Up for Love", para crianças e famílias que recebem fundos de organizações carentes. Beyoncé, integrante do grupo Destiny's Child, reconheceu que queria gravar a música para as pessoas que ajudam famílias empobrecidas. Ela disse: "As crianças que conhecemos não têm ideia do quanto nos deram, queríamos gravar essa música para elas, na esperança de que as pessoas ouvissem sua voz através das nossas". A música era sua "favorita" e passou a descrevê-la como "uma das melhores músicas que fizemos coletivamente", enfatizando a performance vocal.
A canção foi alardeada como o hino 2005 do dia das crianças do mundo conjuntamente com as caridades da casa de Ronald McDonald. Ele foi usado para aumentar a consciência desse dia; Destiny's Child, também foram embaixadoras globais para o programa de 2005. Em agosto de 2007, a Sociedade para a Promoção de Normas Comunitárias (SPCS) solicitou "Stand Up for Love" para ser reproduzido nas estações de rádio da Nova Zelândia, para refletir sobre o abuso infantil após o caso de abuso da criança Nia Glassi que recebeu a atenção da mídia mundial. Da mesma forma, as organizações Sensible Sentencing Trust, Family First e For the Sake of Our Children Trust, pediram o aumento do airplay da música durante um silêncio de três minutos que também foi solicitado por elas.
A canção foi emitida às estações de rádio rítmicas contemporâneas nos EU em 27 de setembro de 2005 e foi liberada como um single de single7-inch, no mesmo dia. Em 3 de outubro de 2005, estreou nas rádios de sucessos contemporâneos nos EUA. Foi lançado como um single de single7-inch, no Reino Unido, em 27 de setembro de 2005 e no Canadá, estava disponível para download digital em 17 de março de 2006. "Stand Up for Love" tornou-se o último single do grupo antes da sua dissolução, como o segundo single da compilação #1's, já que "Check on It", foi uma música solo da Beyoncé com Slim Thug.

## Produção e composição
"Stand Up for Love" foi composta e arranjada pelo músico canadense David Foster, que também serviu como seu co-escritor junto com sua filha Amy Foster-Gillies. Foster produziu a canção com Humberto Gatica, que também a criou e remixou a canção. "Stand Up for Love" foi gravado nos estúdios Chartmaker e The Record Plant. Nathan East, foi responsável por tocar baixo, enquanto Vinnie Colaiuta e Paulinho Da Costa, lidaram com a bateria e percussão, respectivamente.
"Stand Up for Love" é uma balada, com um comprimento de quatro minutos e quarenta e seis segundos. Um escritor da revista Billboard, classificou a canção como adult contemporary. De acordo com as partituras publicadas pela Peer International Corporation, no site Musicnotes.com, "Stand Up for Love" é definido em tempo comum com um ritmo lento de setenta batimentos por minuto. Está escrito na chave de A ♭ major, e os vocais das Destiny's Child, que vão desde a nota baixa de E ♭ 3, até a nota alta de E5. Michael D. Clark, do Houston Chronicle, comparou os vocais de Beyoncé com os de Michael Jackson e Whitney Houston, "em um esforço para tocar as cordas do coração weepy". Matthew Jacobs, escrevendo em nome do The Huffington Post comparou o som da música com uma balada de cinema dos anos 90, tirada de um filme de animação animado.

## Vídeoclipe
O vídeo musical de "Stand Up for Love", foi dirigido por Matthew Rolston e filmado em Julho de 2005, depois do show final do Destiny's Child em Vancouver, como parte de sua turnê Destiny Fulfilled ... And Lovin' It; MTV News, descreveu-o como um vídeo de desempenho. Ele apresenta as três integrantes do grupo, vestindo vestidos pretos, cantando seus respectivos versos individuais individualmente e mais tarde juntas durante o refrão da canção na frente de uma tela que exibe vídeos de crianças e diferentes cenários. Durante o final, as três integrantes do grupo são vistas vestindo roupas brancas e cantando a música em um cenário branco; Várias cenas, são filmadas usando uma técnica em preto e branco. Foi lançado no site oficial da MTV, em 25 de outubro de 2005. O clipe também foi incluído no "Destiny's Child álbum de vídeo Destiny's Child Video Anthology" (2013). No MTV Video Music Awards Japan de 2006, o quinto espetáculo anual da cerimônia, "Stand Up for Love" recebeu uma indicação na categoria de Melhor Vídeo de R&B, mas perdeu para Ai "Story". No mesmo ano, o clipe foi nomeado na categoria de Melhor Vídeo Musical nos 37º NAACP Image Awards, mas perdeu para "Unbreakable" de Alicia Keys (2005).
Destiny's Child, cantou "Stand Up for Love" pela primeira vez em 15 de novembro de 2005, junto com "Survivor", no programa Jimmy Kimmel Live!. Marcou sua última execução televisionada juntas, como um grupo antes de sua separação. No mesmo dia, o single foi cantado por elas no Ronald McDonald House Charities, em Los Angeles para o Dia Mundial da Criança.

## Créditos
Os créditos são adaptados a partir das notas do álbum #1's.